# Bassaniodes bliteus
Bassaniodes bliteus is een spinnensoort uit de familie van de krabspinnen (Thomisidae).
De wetenschappelijke naam van de soort werd in 1875 alsXysticus bliteus gepubliceerd door Eugène Simon.